# Libertarianske Parti (USA)
Det Libertarianske Parti er det tredjestørste og hurtigst voksende politiske parti i USA. Partiet er et libertariansk/klassisk liberalt parti, der bl.a. går ind for minimalt regulerede markeder, borgerlige frihedsrettigheder, legalisering af narko og anti-interventionisme (dvs. at de er imod militær og økonomisk indgriben i andre lande). Partiet har over 282.000 registrerede vælgere i delstater, hvor vælgere kan registrere et tilhørsforhold til et parti.

## Valgresultater

### Præsidentvalg
Den første libertariansk kandidat, John Hospers, fik 1 valgmandsstemme i 1972 da Roger MacBride, en troløs republikansk valgmand fra Virginia stemte på den libertarianske kandidat i stedet for Richard Nixon. Hans stemme på Tonie Nathan som vicepræsident var den første stemme afgivet på en kvinde nogen sinde i Valgmandskollegiet i et amerikansk præsidentvalg. MacBride blev selv den libertarianske præsidentkandidat i 1976. Det var sidste gang partiet fik en valgmandsstemme indtil 2016 hvor den troløse republikanske valgmand fra Texas Bill Greene stemte på Ron Paul i stedet for Donald Trump.
Ved præsidentvalget i USA 2016 fik Gary Johnson og vicepræsidentkandidat Bill Weld en rekordstor andel af stemmerne på 3,29 % (4.489.233 stemmer) på landsplan og 9,34 % i New Mexico hvor Johnson tidligere havde været guvernør. Ved valget i 2016 havde Johnson og videpræsidentkandidat Jim Gray fået 1.275.821 stemmer (1 %).
| År   | Præsident-/vicepræsident-kandidat | Stemmer   | Procent  | Valgmandsstemmer | Billede |
| ---- | --------------------------------- | --------- | -------- | ---------------- | ------- |
| 1972 | John Hospers/Tonie Nathan         | 3.674     | < 0,01 % | 1                |         |
| 1976 | Roger MacBride/David Bergland     | 172.553   | 0,21 %   | 0                |         |
| 1980 | Ed Clark/David Koch               | 921.128   | 1,06 %   | 0                |         |
| 1984 | David Bergland/James Lewis        | 228.111   | 0,25 %   | 0                |         |
| 1988 | Ron Paul/Andre Marrou             | 431.750   | 0,47 %   | 0                |         |
| 1992 | Andre Marrou/Nancy Lord           | 290.087   | 0,28 %   | 0                |         |
| 1996 | Harry Browne/Jo Jorgensen         | 485.759   | 0,50 %   | 0                |         |
| 2000 | Harry Browne/Art Olivier          | 384.431   | 0,36 %   | 0                |         |
| 2004 | Michael Badnarik/Richard Campagna | 397.265   | 0,32 %   | 0                |         |
| 2008 | Bob Barr/Wayne Allyn Root         | 523.713   | 0,40 %   | 0                |         |
| 2012 | Gary Johnson/Jim Gray             | 1.275.923 | 0,99 %   | 0                |         |
| 2016 | Gary Johnson/William Weld         | 4.489.233 | 3,29 %   | 0                |         |
| 2020 | Jo Jorgensen/Spike Cohen          | 1.865.858 | 1,18 %   | 0                |         |